# دارة سلام
برج سلام
 أو دارة أبي سلام أو دار سلام 
برج مدني حديث على الطراز المعمار الشامي، ارتبط بمدينة بيروت المعاصرة، موقع هذا البرج في محلة المصيطبة بشارع أبي بكر الصديق، جنوب بيروت العثمانية، وقد سمي نسبة لأسرة آل سلام البيروتية. وهذا البرج من الأبراج المدنية، وصاحب هذه الدارة والبرج هو سليم علي سلام (أبو علي) والـد الرئيس صائب سلام، (1905– 2000). 
لهذه الدارة برجان يطلان على بيروت، ترتفع منذ حوالي 1850 دار بيضاء، بقيت صامدة، وحيدة بهندستها المعمارية التراثية في محيط من مبان من زمن جديد.

## اسم على مسمى
دارة سلام شهدت مواقف ومعالم تحفظ هوية بيروت واستقلالها والسلام، في محطات مهمة من تاريخ بيروت مرت على هذه الدار التي وضع حجر بنيانها العام 1845، وجعلتها شاهدة، وأحيانا صانعة للحدث. ففي العام 1936 دعا سليم سلام، مناضلي البلاد ومفكريها واصحاب الرأي، إلى مؤتمر اسموه «مؤتمر الساحل» للنظر في المسألة اللبنانية ومصير المنطقة، وكان أول عمل سياسي تشهده اروقة دارة المصيطبة، وفيها استضاف أبو علي الاجتماع الذي أعلن فيه وجهاء المدينة وأعيانها تأليف الحكومة العربية المحلية، الموالية لتنصيب الأمير فيصل ملكا على سوريا ضد الانتداب الفرنسي.
وفي الأربعينات لعبت هذه الدار أيضا دورا مهما في التهيئة لمرحلة الاستقلال، وفيها وضع محضر أول جلسة عقدها مجلس النواب ابان الانتفاضة الاستقلالية خارج مبنى الندوة النيابية في تشرين الثاني 1943، ووقعه النواب الذين زاد حضورهم عن الاكثرية النيابية المطلوبة، اذ بلغ عددهم 33 نائباً.
وفي أزمة الحرب الأهلية المدمرة، لم تُقصِّر هذه الدار في إصلاح ذات البين بين طوائف لبنان. 
وفي الأزمة الفليسطينية-اللبنانية إبان الحرب الأهلية اللبنانية، كان دارة أبي سلام العشاء الأخير لياسر عرفات في لبنان،  في 2 تموز 1982، واشتمل على لحم ولبن بارد وباذنجان، لكن عرفات لم يتناول إلا زيتونا فقط، وهو القائل بعدها على أروقة الأمم المتحدة: «أنا أتيتكم وفي يدي غصن زيتون.. فلا تسقطوا الغصن الأخضر».

## المنفى الاختياري والرحيل
إن سياسة صاحب الدار التي كانت ترفع شعار «لا غالب ولا مغلوب» بين أبناء الوطن الأم، وتدعو إلى «السلام» من أجل مصلحة الشعب والوطن. لم تكن ترضي بعض الاطراف التي تعادي قيم الوحدة الوطنية، ففي أواخر آذار 1985 سقطت قذيفة صاروخية على منزل صائب سلام تحت غرفة نومه بالذات، فأيقن انها رسالة سوداء مباشرة ضد الخيط الأبيض في دارة أبي سلام، فغادر إلى منفاه الاختياري سنين طويلة، ولم يعد إلى بيروت إلا عام 1994، من دون أن يعاود نسج خيوط السلام واصلاح ذات البين من أجل الوطن الأم والمصلحة العليا للأمة اللبنانية؛ وترك حياته السياسية حتى وفاته العام 2000 عن 95 عاما. وبيقت الدارة البيضاء ببرجها المشرف على بيروت عاصمة لبنان شاهدة على حقبة من تاريخ اللبنانيين والكثير من الأحداث المصيرية في تاريخ لبنان المعاصر.

## نموذج عمارة تراثية لبنانية وشامية
يمكن اعتبار دارة آل سلام موذجاً لعمارة التراث اللبناني في اواسط القرن التاسع عشر. يتألف من طبقتين، ودور ارضي مبني من العقد الحجر بناه أبو علي سلام العام 1845، وعرف في حينه بـ «برج المصيطبة» نسبة إلى موقعه المشرف والمطل على هضبة المصيطبة.
يتألف من طابقين، الطابق الأولى شيد فب العام 1871، واستكمل البناء بشكله الحالي مع الطابق العلوي عام 1920.
كانت حديقة الدار فسيحة، الا ان توسعة الطريق أمامها اقتصت منها.
في الجهة الخلفية من المبنى تأسس «مركز صائب سلام للمعلومات والارشيف» الذي يضم كل ما يتعلق بالرئيسين صائب وتمام سلام من معلومات مصنفة في 632 ملفاً، تحتوي على 25 ألفاً و776 وثيقة. وفيه ملفات لصور الرئيسين تحتوي على 18 ألفاً و549 صورة، مصنفة في 1844 بطاقة، تحكي رحلة دارة سلام في تاريخ السياسة اللبنانية والعربية المعاصرة.